# Need for Speed: Rivals

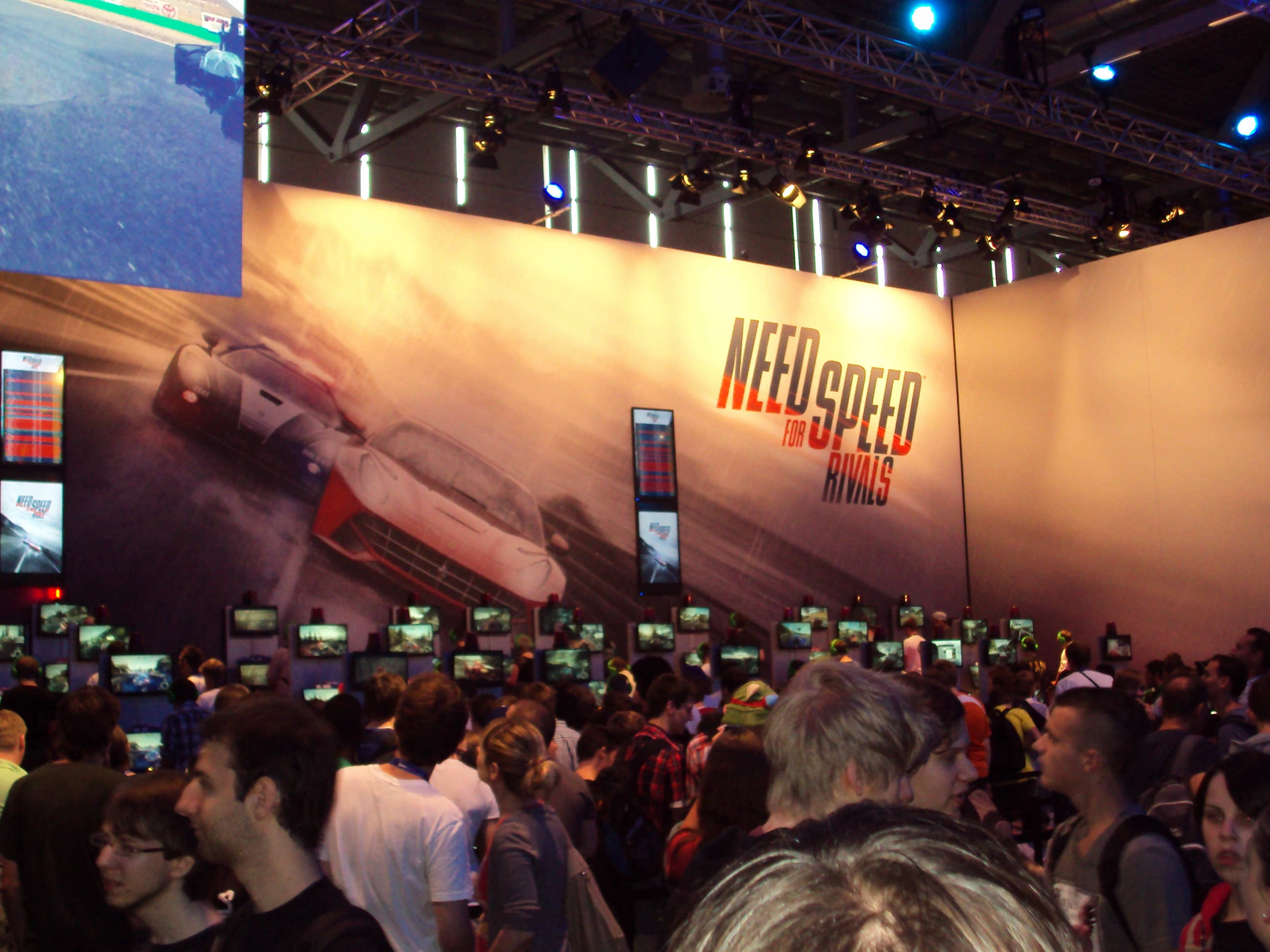
Anuncio publicitario de Need for Speed: Rivals en Gamescom 2013.

Need for Speed: Rivals es un videojuego de carreras-mundo abierto y el vigésimo juego de la serie Need for Speed. El juego está desarrollado por el estudio Ghost Games y distribuido por Electronic Arts para Microsoft Windows, Xbox 360, Xbox One, PlayStation 3 y PlayStation 4. Cabe resaltar que es la última entrega para las consolas de séptima generación. En julio de 2025, se anunció que los servicios en línea de Rivals se cerrarían el 7 de octubre de 2025. El juego seguirá siendo jugable fuera de línea.

## Jugabilidad
El modo de jugabilidad es similar al de Need for Speed: Hot Pursuit (2010) ofreciendo la opción de escoger dos bandos: corredor u oficial de la ley. Ambos bandos ofrecerán distintos modos de juego así como recompensas, desafíos, entre otros. Todos los eventos, desafíos, etc; residen en un mundo abierto lleno de saltos, rampas y cámaras de velocidad llamado "Redview County" que tiene mucho que ver en tanto a la grandeza, atajos y lugares desconocidos como en Need for Speed: Most Wanted (2012) y la orografía de montañas, acantilados y colinas sumamente empinadas como las de Need for Speed: Hot Pursuit (2010). Trabajaron también con el potente motor gráfico "Frostbite 3" que nos llevó al punto máximo del realismo del condado y de los coches, tanto también como las persecuciones épicas que hay y la dinámica del clima que prácticamente atravesamos por muchas dificultades al correr, como carreras o persecuciones bajo la lluvia, granizadas, nevadas, tormentas de arena y hasta por la densa niebla que, en consecuencia, tenemos que arriesgar todo lo que podamos para poder ganar esa carrera o evadir a la policía a lo mejor posible y, por último, obtener la mayor cantidad de Speed Points posibles para que la policía te tenga como un objetivo más valioso para ellos. Si es que te arrestan tus speed points se perderán pero para eso tenemos bancos de puntos en todo el mundo abierto que por nuestra misma cuenta tendremos que encontrarlo por todas las carreteras; guardarlos y por su puesto también funciona como una guarida en donde automáticamente podremos utilizarlos ya sea en la estética del coche (customización) y mejoras de rendimiento que constara máximo de 3 a 5 niveles de mejoras (motor, transmisión, chasis, control y carrocería), los iremos desbloqueando conforme avances en la historia.
Por otra parte, en la progresión de corredor se ha agregado una nueva forma de desbloquear nuevos y más potentes coches e ítems para el mismo que consiste en una lista de objetivos que se activaran en cualquier carrera que tu entres llamada "Speedlist", en consecuencia, el orden no es lo principal sino es completarlos todos para tener una mayor bonificación de speed points y aumentar nuestro nivel de conducción a lo más alto posible.
En el caso de la progresión de los policías, el sistema para desbloquear nuevas unidades de diferentes categorías policiales y aumentar tu rango como oficial de Redview; será llamado "Assignments" donde tendrás que superar cada objetivo con tu equipo policial en atrapar a la mayoría de corredores que hay en todo el mundo abierto repartiéndose todos los speed points obtenidos del corredor a cada una de tus unidades policiales (solo si es en línea), en la parte offline, todos los speedpoints obtenidos por el corredor arrestado serán obtenidos por ti sin repartirles un tanto por ciento a tus unidades aliadas IA.
El pack "the ultimate cop pack" consigue acceso al Nissan GT-R Black Edición Policía, con tecnología avanzada de persecución y, una decoración de vinilos y calcomanías para utilizar en el vehículo.
El último coche policía que se reveló en la "Gamescom 2013" fue la unidad "Encubierta" tratándose de un Ferrari FF de color negro que se infiltraba en una carrera clandestina y que poco a poco iba derribando a tantos corredores como fuera posible en dicha carrera hasta llegar al último corredor (Lamborghini Veneno), es ahí, donde recién se inicia la persecución llamando a todo el cuerpo policial de Redview. Según, el productor ejecutivo de la desarrolladora Ghost Games, Marcus Nilsson, esta nueva unidad de la policía de Redview hará que todos los jugadores que jueguen en la modalidad de corredores; tengan demasiados problemas con él, con el fin de ser arrestados y perder todo sus speedpoints definitivamente.
El cierre de servidores on-line del título está programado para el 7 de octubre de 2025.

## Historia
El 29 de octubre de 2013 se publicó un nuevo tráiler en la página oficial del juego en Facebook, titulado "Autos, Velocidad y Rivalidad" donde explicaba un poco acerca de la progresión o historia de los corredores en el que nosotros nos encarnamos en un misterioso corredor llamado ZEPHYR.
Nosotros dentro del juego tenemos que luchar contra nuestros rivales: los polis y los pilotos (y como opcional amigos).
Luego de 20 speedlists terminadas desbloqueamos un Hot Pursuit llamado: "Largo Recorrido" su duración aproximada es de 11 minutos. Toda la carrera parece normal hasta que cuando cruzas la línea de meta te encontras con un control de policías. Zephyr los intenta evadir embistiendolos... pero salió mal...
Sufrió un accidente automovilístico trágico en donde los noticieros que lo grababan lo llamaron como: "La muerte de Zephyr", Pero hay un giro, de pura suerte nuestro protagonista logra sobrevivir y dice lo siguiente:
"Soy el reality show, el catalizador. Los 15 minutos de fama que nunca tendras... dicen que la velocidad mata... pero si no pisas a fondo no vas a ganar" 
Esto ha sido la historia resumida de Need For Speed Rivals. Espero que les haya gustado ¡nos vemos!

## Corredores
Zephyr es un corredor misterioso que gracias a sus habilidades al volante y tanto como su agresividad, lo han llevado a viajar al condado de Redview donde se disputa una fuerte rivalidad entre corredores y policías, es ahí donde comienza la gran travesía de este corredor, enfrentándose a muchos corredores donde todos son expertos y tienen muchos trucos bajo la manga cuando se trata de evadir a las fuerzas de la ley. Luego Zephyr sigue su recorrido completando carreras, contrarrelojes, emboscadas, persecuciones dándose cuenta de que él dejó malherido a un agente del condado, llamado John McManis, quien decide poner a disposición a todas las unidades policiales del condado a que arresten a toda costa a todos los corredores que haya en ese lugar, mandando a las mejores unidades del cuerpo policial de Redview pero eso no fue obstáculo para Zephyr ya que su rivalidad contra ellos era tan grande que decidió forjar una alianza con los demás corredores del condado.
Mucho después, llega un cuerpo policial más avanzado en tecnologías de persecución y tácticas de arresto agresivo nombrado como la "EMR" (por sus siglas; Equipo Móvil de Respuesta del FBI) (las ex-fuerzas especiales más audaces y más efectivas que haya podido haber en toda la región del condado). Por ese momento, la EMR trata de hacer todo lo posible para arrestar a Zephyr, pero él para poder reducirlos y bajarles el instinto de que él aun sigue en Redview, decide robar un Koenigsegg Agera R coche policial de categoría "Intervención" para hacerse pasar de un oficial y así desequilibrar y hacerlos confundir a los demás policías para que pierdan todas sus unidades definitivamente. Ya que mucho antes de que ocurriera esto, un oficial del condado quiso pasarse de una unidad encubierta para arrasar a todos los corredores que hay en Redview, su nombre era "F8" o "F-eight", por lo tanto, muchas cosas que Zephyr en el tráiler sexto de "NFS Rivals", dijo que el daría un mensaje al anochecer donde presuntamente era una gran amenaza hacia los policías y que no debían estar tan confiados de que alguna u otra manera iban a salir ganando, ya que muchas cosas malas al final les sucedieron a las fuerzas de la ley.
Finalmente, Zephyr logra ganar sus últimos eventos en Redview y es ahí donde decide establecer de una vez por todas el gran evento esperado por el y por los demás corredores, titulado como el gran "Reality Show" o el "largo recorrido", por lo que, se definiría y se sellaría esta gran rivalidad mediática entre policías y corredores, una persecución épica jamás antes vista en cualquier otro NFS. Los policías mientras tanto solo sostenía que esto iba a terminar muy mal y que estaba más en riesgo los civiles y la población del condado.
Luego de la gran persecución que hubo, el fin de todo esto fue trágico; muchas unidades policiales destrozadas, oficiales heridos, hubo múltiples daños materiales y al final arrestaron a todos los corredores que había en Redview. Zephyr después del accidente en el cual se estrelló contra un control policial de carretera que tuvo después de haber ganado la carrera donde salió herido gravemente y trasladado de emergencia rápidamente al hospital, llevándose la policía de sorpresa que pensaron que no iba a sobrevivir tal choque con tal fuerza hacia ese bloqueo policial, tuvieron que quedarse atónitos ante todo esto tanto como el FBI y el EMR.
Zephyr dando sus últimas palabras antes de ser llevado al hospital, dice: "Yo soy el gran Reality Show... los 15 minutos de fama que tu nunca tendrás. (agonizando) .... Dicen que la velocidad mata, pero si no manejas a fondo, es que tú no estás vivo." - (algo que algunos fanes de NFS pudieron escuchar en el primer gameplay tráiler de anunciamiento mostrado en la E3 2013).

## Policías
En el modo de policías encarnamos a F-8, o Destino, un policía recién entrado en el Departamento de Policía del Condado de Redview, quien busca dar rienda suelta a su furia en el departamento con el fin de evitar el caos en la ciudad que es provocado por los corredores del lugar, aunque sin embargo su experiencia óptima en el mundo de las carreras lo llevan a ser un agresivo enemigo de los corredores.
Poco después del accidente del agente John McManis a manos de Zephyr, F-8 y otros policías deciden valerse de la fuerza del grupo y la intimidación con el fin de capturar a los corredores causantes del accidente, esto provocará finalmente la suspensión de varios policías del cuerpo policíaco del condado de Redview debido a su falta de habilidades de captura y retención incluyendo a F-8, por uso de fuerza excesiva. Cuando todo el condado es azotado por una plaga imparable de pilotos, y un montón de policías fracasando es entonces cuando el alcalde obliga al FBI desplegar al EMR mientras los policías suspendidos son investigados para futuros servicios o contacto con los más buscados del condado. Tras ser reclutado nuevamente como policía F-8 empieza a ser observado por el general del EMR sospechando que tal vez F-8 es la solución a sus problemas además de que sus habilidades y su agresividad son la clave para dar rienda con Zephyr.
Poco después de que Zephyr hurtara el Koenigsegg Agera R de intervención, una multitud de policías son despedidos por uso de fuerza excesiva contra los corredores y así mismo a sus propias unidades haciendo decaer las posibilidades de que los pilotos sean capturados. Es entonces cuando F-8, ve la oportunidad de volver a ser reclutado en el cuerpo de asalto y roba misteriosamente un Ferrari Enzo Ferrari con el cual empieza a eliminar corredores, y reclutando policías despedidos de manera ilegal, debido a que no está en servicio.
La violencia que desata es tal que se retira la suspensión a los agentes y se pide que se incorporen al EMR, donde F-8 destaca por su habilidad de búsqueda e intercepción nuevamente. Tiempo después dentro del EMR se desmantela la red corredores principales de Zephyr (confirmando la identidad de tres de sus socios). Finalmente el general da una última y definitiva misión a F-8, detener a Zephyr a toda costa, el cual comienza a planear el "Reality Show" por lo cual sugieren evitarse de más problemas. Después de una intensa y mortífera carrera F-8 casi asesina a Zephyr estrellándose contra un muro, por lo cual es expulsado del EMR por su actitud temeraria.
Al final es visto conduciendo el Ferrari Enzo Ferrari retando a todos los pilotos y policías restantes del Condado de Redview. Dice unas últimas palabras antes de ser expulsado del EMR: "Están dormidos. Yo he despertado. (en referencia a las palabras de Zephyr) Vivo sin ataduras. Libre. Vivo la vida que tenía miedo vivir. (suspirando) .... Yo los haré más rápidos. Yo les daré una razón de ser. Yo los haré famosos. Yo soy tu enemigo. Yo soy tu oponente. Yo soy tu rival."
Así pues vuelve a ser un policía en estado activo en Redview pero esta vez siendo nombrado como el Corredor Supremo del Condado de Redview, sustituyendo a Zephyr y con su siempre mentalidad de competencia y agresión hacia sus enemigos.

## Coches
Corredor:
- Chevrolet Corvette C7 Stingray (2014)
- Audi R8 V10 Plus Coupe (2013)
- Dodge Challenger SRT8 (2010)
- BMW M3 GTS (2012)
- Aston Martin Vanquish (2012)
- Dodge SRT Viper Time Attack (2012) (Ultimate Racer pre-order Pack)
- Lamborghini Gallardo LP 570-4 Superleggera Edizione Tecnica (2012)
- Lamborghini Veneno (2013)
- Lamborghini Aventador LP 720-4 50° Anniversary (2013)
- Pagani Huayra (2012)
- McLaren P1 (2013)
- Porsche 911 GT3 (2013)
- Porsche Cayman S (2014)
- Ferrari 458 Spyder (2012)
- Ferrari F12berlinetta (2013)
- Ferrari F40 (1987) (DLC Ferrari Edizioni Speciali)
- Ferrari F50 (1995) (DLC Ferrari Edizioni Speciali)
- Ford GT (2005)
- Mercedes-Benz SLS AMG Black Series (2012)
- Ferrari Enzo (2005)
- McLaren MP4-12C Spyder (2012)
- Porsche 918 Spyder (2014)
- Ford Mustang Shelby GT500 (2013) ("Need for Speed: The Movie" Edition)
- Ferrari 599 GTO (2009)
- Maserati GranTurismo MC Stradale (2012) (desbloqueable mediante Over Watch)
- Ford Mustang GT (2015) (desbloqueable mediante la actualización del juego)
- Jaguar XJ220 (1994) (DLC Simply Jaguar)
- Jaguar C-X75 Prototype (2013) (DLC Simply Jaguar)
- Lamborghini Miura Concept (2006) (DLC Concept Lamborghini)
- Lamborghini Gallardo LP570-4 Super Trofeo (2011) (DLC Concept Lamborghini)
- GTA Spano (2012) (DLC Movie Pack)
- Lamborghini Sesto Elemento (2011) (DLC Movie Pack)
- Mercedes-Benz SLR McLaren 722 Roadster (2009) (DLC Movie Pack)
- Koenigsegg One:1 (2014) (Descargable Gratuito)

Policía:
- Koenigsegg Agera R (2013)
- Koenigsegg One:1 (2014) (Descargable Gratuito)
- Lamborghini Aventador LP 700-4 (2011)
- Aston Martin One-77 (2012)
- Aston Martin Vanquish (2012)
- Ferrari FF (2011)
- Ferrari 458 Italia (2012)
- Dodge Charger SRT8 (2012)
- Lexus LFA (2010)
- Lamborghini Miura Concept (2006) (DLC Concept Lamborghini)
- Lamborghini Gallardo LP570-4 Super Trofeo (2011) (DLC Concept Lamborghini)
- Nissan GT-R Black Edition (2011) (Ultimate Cop pre-order Pack)
- Dodge SRT Viper GTS (2013)
- Chevrolet Camaro ZL1 (2012)
- Mercedes-Benz C63 AMG Black Series (2011)
- Hennessey Venom GT (2013) (posiblemente el Jefe de Policía de Redview County)
- Marrussia B2 (2010)
- McLaren MP4-12C (2011)
- Bugatti Veyron 16.4 Super Sport (2010)
- Bentley Continental GT (2013) (desbloqueable mediante Over Watch)
- Jaguar XJ220 (1994) (DLC Simply Jaguar)
- Jaguar C-X75 Prototype (2013) (DLC Simply Jaguar)
- BMW M6 Coupe (2013)
- Ford Shelby GT500 (2013)
- Lamborghini Gallardo LP 560-4 (2013)
- Porsche Carrera GT (2006)
- Porsche 911 Turbo (2013)
- McLaren F1 LM (1996)
- Lamborghini Murciélago LP 670-4 SuperVeloce (2009)
- Ferrari F40 (1987) (DLC Ferrari Edizioni Speciali)
- Ferrari F50 (1995) (DLC Ferrari Edizioni Speciali)
- Lamborghini Sesto Elemento (2011) (DLC Movie Pack)
- Mercedes-Benz SLR McLaren 722 Edition (2009) (DLC Movie Pack)
- GTA Spano (2012) (DLC Movie Pack)

## Posibles coches futuros DLC
A pesar de que Need for Speed: Rivals cuenta con una experiencia óptima en el mundo de las carreras callejeras se han dado a conocer otros posibles vehículos que posiblemente lleguen a mediados de 2014 y la mayoría serán para el bando a favor de los pilotos callejeros. Puede que EA ya haya dado a conocer los DLC actuales pero desde un punto de vista distinto es difícil imaginar que un juego de gran éxito carezca de muchos coches que actualmente están debutando en el mundo. ¡Aunque todavía no se ha conformado al 100% que estos coches aparezcan! Está claro que Need for Speed: Rivals tendrá algunos de estos y que próximamente estarán disponibles a la venta en la Xbox Live y PlayStation Network o al menos eso se espera si es que Rivals llegara a ser el último título de la saga. Son algunos:
Corredor Y/O Policía:
- Ferrari LaFerrari (2013)
- Zenvo ST1 (2009)
- Alfa Romeo 8C Competizione (2009)
- Lamborghini Huracán (2014)
- Lamborghini Egoísta (2013)
- Ferrari F430 (2009)
- Ferrari California (2014)
- Marussia B1 (2009)
- Lamborghini Reventón (2009)
- W Motors Lykan HyperSport (2014)
- SSC Tuatara (2013)